# أنيتا بوش
أنيتا بوش (بالإنجليزية: Anita Bush) هي ممثلة أمريكية، ولدت في 1 أغسطس 1883 في واشنطن العاصمة في الولايات المتحدة، وتوفيت في 16 فبراير 1974 في نيويورك في الولايات المتحدة.

## وصلات خارجية
- أنيتا بوش على موقع IMDb (الإنجليزية)
- أنيتا بوش على موقع قاعدة بيانات الفيلم (الإنجليزية)